# Mrežnica
La Mrežnica è un fiume nella Regione di Karlovac, in Croazia.
La Mrežnica nasce a ovest di Slunj nella regione di Kordun e scorre in direzione settentrionale parallelamente alla Dobra e alla Korana, attraversando Generalski Stol e Duga Resa, fino a confluire nella Korana a sud di Karlovac. Lungo il suo corso sono presenti numerose cascate.
Le acque del fiume sono sfruttate, assieme a quelle della Dobra, ai fini della produzione di energia dalla centrale idroelettrica di Gojak.